# ایستادن بر شانه‌های غول

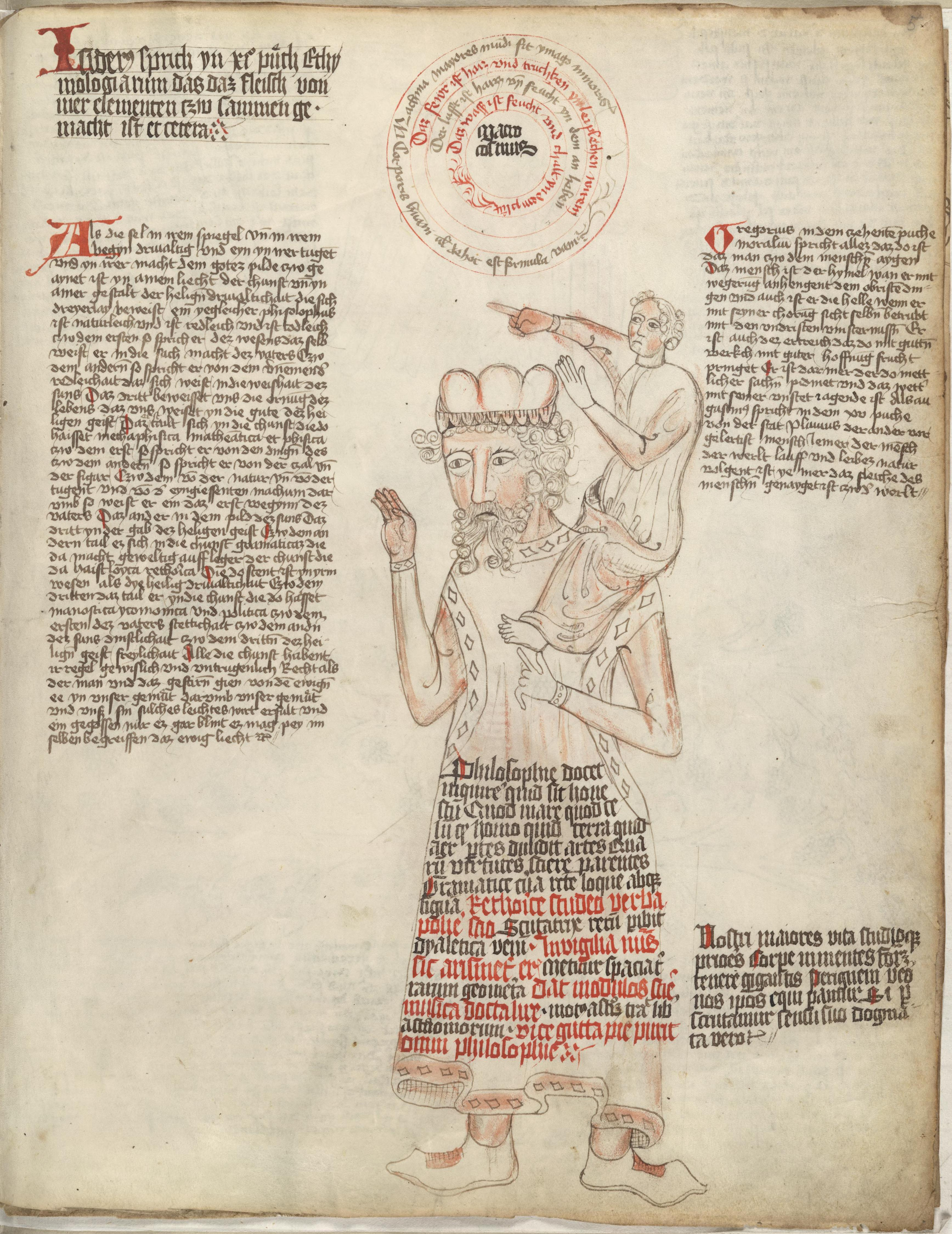
این تصویر برگرفته شده از اساطیر یونانی که یک غول اوریون کور خدمتکارش Cedalion را برروی شانه‌های خود حمل می‌کند.

اصطلاح ایستادن بر شانه‌های غول‌ها (به لاتین: Stand on the shoulders of giants) استعاره‌ای از  «کشف حقیقت بر پایه اکتشافات پیشین» است. این استعاره به یکی از افسانه‌های اساطیر یونان بر می‌گردد که یک غول نابینا به نام اوریون، کوتوله‌ای به نام سدالیون Cedalion را بر دوش خود حمل می‌کرد تا به او راه را نشان دهد.
معروف‌ترین کاربرد این تعبیر، عبارتی است از اسحاق نیوتون در نامه ۱۶۷۶ به زبان انگلیسی:
اگر  فاصله دورتری را دیده‌ام با ایستادن بر شانه‌های غول‌ها بوده است.